# 绍博·维尔莫什
绍博·维尔莫什（匈牙利語：Szabó Vilmos，1964年12月30日—），罗马尼亚男子击剑运动员。他曾代表罗马尼亚参加1984年、1992年和1996年夏季奥林匹克运动会击剑比赛，其中1984年奥运会获得一枚铜牌。